# پژبوژه (استان پومرانی غربی)
پژبوژه (به لهستانی:  Przyborze) یک روستا در لهستان است که در گمینا ووبز واقع شده‌است. پژبوژه ۴۰ نفر جمعیت دارد و ۱۰۴ متر بالاتر از سطح دریا واقع شده‌است.